# 農家樂 (桌上遊戲)
農家樂，简体字版名农场主，是由乌维·罗森伯格（Uwe Rosenburg）設計的德式桌上遊戲。这是一款专注于资源管理游戏。在Agricola 中，玩家是播种、耕地、收集木材、建造马厩、购买动物、扩大农场和养家糊口的农民。 14 轮后，玩家根据家庭的大小和繁荣程度计算他们的分数。 
1. ↑  . Netivist.   [October 4, 2015]. （原始内容存档于2022-07-06）.